# Sauveterre, Gers
Sauveterre är en kommun i departementet Gers i regionen Occitanien i sydvästra Frankrike. Kommunen ligger i kantonen Lombez som tillhör arrondissementet Auch. År 2022 hade Sauveterre 281 invånare.

## Befolkningsutveckling
Antalet invånare i kommunen Sauveterre
Referens:INSEE